# Lhotka u Litultovic
Lhotka u Litultovic település Csehországban, az Opavai járásban. Lhotka u Litultovic Nové Lublice, Litultovice, Melč, Jakartovice, Mikolajice, Moravice és Dolní Životice településekkel határos. Lakosainak száma 225 fő (2024. január 1.).

## Népesség
A település lakosságának változását az alábbi diagram mutatja:
| Lakosok száma | 418  | 358  | 340  | 240  | 192  | 187  | 194  | 202  | 217  | 225  |
|               | 1869 | 1890 | 1921 | 1950 | 1980 | 2001 | 2017 | 2019 | 2022 | 2024 |